# HKT48 渡辺通り1丁目FMまどか 〜まどかのまどから〜
『HKT48 渡辺通り1丁目FMまどか 〜まどかのまどから〜』（エイチケーティーフォーティエイト わたなべどおりいっちょうめ エフエムまどか まどかのまどから）は、2013年4月1日から2021年5月27日までエフエム福岡（FM FUKUOKA）で毎週木曜21:00 - 21:55に放送されていたラジオ番組。

## 概要
当番組は2012年4月 - 2013年3月の間、当局で放送されていた『HKT48のベイビィ〜★ラジオ(仮)』の後番組として、同年4月1日から放送を開始した。番組名はかつてFM福岡本社が渡辺通りにあったことにちなむ。
福岡市を拠点に活動するアイドルグループ・HKT48の森保まどかがパーソナリティを務めるほか、週替わりでHKT48のメンバー1人がゲストとして出演する。
流される楽曲はHKT48のものが中心であるが、AKB48と姉妹グループが最新シングルをリリースする週などは、その楽曲も流れる。
2014年4月、リスナーからの募集により、当番組のリスナーを「渡辺さん」と呼んでいる。
番組の略称は「Fまど」で番組ハッシュタグにも使われている。番組の最後は森保と週替わりメンバーが「戸締りしっかりね!」と叫んで締めている。
毎週、番組にメッセージを送ったリスナーから採用、不採用は関係なく抽選で2名に番組会員証をプレゼントしている。
放送開始 - 2016年3月は毎週月曜 - 木曜の20分放送だったが、同年4月から毎週木曜の55分放送に変更された。
放送終了後にはおまけトークを加えた配信限定版がHKT48のYouTubeチャンネル、ラジオクラウドにて配信している。
2021年4月15日の放送にて、同年5月27日をもって番組が終了することが発表された。
なお、森保は番組終了後およびHKT48卒業後の2021年10月1日から『Lunch Time SHOW Windows feat. 森保まどか』（毎週金曜日12:00～12:30）に出演している。

## 略歴
- 2013年4月13日より「総集編」の放送開始。
- 2014年6月9日、AKB48 37thシングル選抜総選挙で森保の初ランクインを記念して、緊急生放送が行われた[3][注 1]。
- 2014年12月10日、FM FUKUOKA JR HAKATA CITY Studioにおいて、公開生放送および12月11日放送分の公開収録が行われた。
- 2015年4月3日よりYouTubeのFM福岡公式チャンネルおよび、HKT48のオフィシャル・チャンネルから「総集編」の配信開始。
- 2015年6月10日、FM FUKUOKA JR HAKATA CITY Studioにおいて、公開生放送および6月11日放送分の公開収録が行われた。
- 2016年3月26日、「総集編」の放送終了。
- 2016年4月7日より、毎週木曜日（21:00 - 21:55）の55分放送になった。なお、YouTube配信は継続している。
- 2016年4月21日、キャナルシティ博多サンプラザステージにおいて、4月28日放送分の公開収録が行われた。
- 2016年6月23日、AKB48 45thシングル選抜総選挙で森保のランクインを記念して、生放送が行われた[注 2]。
- 2017年6月22日、AKB48 49thシングル選抜総選挙で森保のランクインを記念して、生放送が行われた[注 2]
- 2017年12月20日、キャナルシティ博多サンプラザステージにおいて、『FM FUKUOKA公開録音 渡辺麻友1stAlbum"Best Regards!"発売記念 ～1日で3都市巡り!御礼ミニソロライブツアー～supported FMまどか～まどかのまどから～』の公開収録が行われた。
- 2018年11月15日は、生放送された。
- 2020年1月23日は、「55分版200回到達記念生放送」として放送された。
- 2021年5月20日は、生放送された。
- 森保のHKT48卒業に伴い、2021年5月27日放送分をもって番組終了。

## 出演者

### パーソナリティ
- 森保まどか（HKT48 チームKIV）
- HKT48メンバー（週替わり）

### その他の出演者
- 萬石洋文 - 番組ディレクター。「Dの占い」や「渡辺さんからの挑戦!」の問題を読んだり、ゲスト不在回などではアシスタントとして出演している。

### 過去の出演者
- 西川さとり - 2015年3月までは番組ディレクター。リクエスト読みやクイズの出題など、森保のアシスタントとして出演し、2014年6月9日の生放送ではパーソナリティとしても出演した。[注 3]

### ゲスト
所属は番組出演時のもの。
- 渡辺美優紀（NMB48 チームN/AKB48 チームB） - 2013年7月1日・8日、クイズ出題者
- 田島芽瑠（HKT48 研究生） - 2013年7月2日・9日、クイズ出題者
- 山本彩（NMB48 チームN） - 2013年7月3日・10日、クイズ出題者
- 朝長美桜（HKT48 研究生） - 2013年7月4日・11日、クイズ出題者
- 小雪 - 2014年3月31日（番組冒頭でゲスト出演）、2016年4月28日（公開収録MC）
- フレンチ・キス（柏木由紀・高城亜樹・倉持明日香、ともにAKB48） - 2014年9月29日、コメント出演
- 櫻井紗季・浜崎香帆・脇あかり（ともに東京パフォーマンスドール） - 2014年10月13日、コメント出演
- 木崎ちあき（小説家） - 2015年6月8日・9日
- HARU - 2013年6月27日、2015年6月10日・11日（番組進行役として出演）、2016年6月23日
- 田中美久・矢吹奈子（HKT48 チームH） - 2015年6月11日、電話出演
- 穴井千尋（HKT48 チームH）・谷真理佳（SKE48 チームE） - 2016年6月23日、電話出演
- 山口真帆（NGT48 チームNIII）・中村歩加（NGT48 研究生） - 2017年4月20日、コメント出演
- 谷口めぐ（AKB48 チームA）・福岡聖菜（AKB48 チームB）・宮里莉羅（AKB48 チーム8） - 2017年6月8日、コメント出演
- 向井地美音（AKB48 チームK） - 2017年6月8日・8月31日、コメント出演
- 川後陽菜・高山一実・中田花奈（ともに乃木坂46） - 2017年6月8日
- 田中菜津美（HKT48 チームH） - 2017年6月22日、電話出演
- 松岡はな（HKT48 チームTII） - 2017年6月22日（電話出演）、2018年3月15日（コメント出演）
- 高橋朱里（AKB48 チーム4） - 2017年8月31日、コメント出演
- fairy w!nk（荒巻美咲、運上弘菜） - 2017年12月14日
- 加藤美南（NGT48 チームNIII）・西村菜那子（NGT48 研究生） - 2017年12月14日、コメント出演
- 石田千穂・市岡愛弓・今村美月・岩田陽菜・瀧野由美子・土路生優里（ともにSTU48） - 2018年2月8日、コメント出演
- 岡田奈々（AKB48 チーム4/STU48） - 2018年3月15日、コメント出演
- 荻野由佳・小熊倫実・本間日陽（ともにNGT48 チームNIII） - 2018年4月12日、コメント出演
- 清水梨央（HKT48 チームTII） - 2018年8月2日、コメント出演
- 下野由貴（HKT48 チームKIV） - 2018年9月6日、コメント出演
- 渡部愛加里（HKT48 研究生） - 2018年9月27日、コメント出演
- 多田京加（AKB48 ドラフト研究生） - 2018年10月11日、電話出演
- 大谷映美里・音嶋莉沙・髙松瞳・瀧脇笙古・野口衣織（ともに=LOVE） - 2018年10月25日、コメント出演
- 松田祐実（HKT48 研究生） - 2018年11月8日、コメント出演
- 石田千穂・田中皓子（ともにSTU48） - 2019年8月8日・2020年1月23日、コメント出演
- 愛智望美（FM福岡アナウンサー） - 2019年8月15日、コメント出演
- 上島楓（HKT48 研究生） - 2019年10月3日、コメント出演
- 小栗有以（AKB48 チーム8）・田中美久（HKT48 チームH） - 2019年10月24日、コメント出演
- 本間日陽（NGT48） - 2020年1月23日、コメント出演
- 白間美瑠、吉田朱里（ともにNMB48） - 2020年1月23日、コメント出演
- 谷真理佳（SKE48） - 2020年1月23日、コメント出演
- 大家志津香・中西智代梨（ともにAKB48） - 2020年1月23日、コメント出演
- 武部聡志、伊藤修平、鳥山雄司、本間昭光 - 2020年1月30日、コメント出演

## コーナー
もりママの聞いてさしあげてもよろしいですわよ!
森保と週替わりメンバーがリスナーのお悩みにこたえるコーナー。
渡辺さんからの挑戦!
リスナーからのクイズやなぞなぞを名探偵まどかを自称する森保と週替わりメンバーが推理し、答えを探っていくコーナー。
Fまどグルメ研究所
日常の食に関する知識や地域の風習などのあれこれを研究するコーナー。2015年4月9日放送より開始。
メロンちゃんにメロメロ!
秋葉原で人気のメイド「メロンちゃん」に扮する森保に萌え声で楽しいセリフを言わせるミニコーナー。2016年4月7日放送より開始。
まどかのまどからの、まどかの車窓から
森保のInstagramやTwitterで話した事やする事、日常感じた事を話すコーナー。2017年10月5日放送より開始。
まどかの物語
森保が書いたオリジナル物語を、朗読やラジオドラマとして紹介するコーナー。2018年1月4日放送より開始。2018年・2019年ともに年始の放送でラジオドラマが行われており、この回は森保以外のメンバーはこのラジオドラマのみにしか登場せず、他のパートには登場しない（番組側も「週替わりメンバーを設けない一人喋り」としている）。
まどかと○○の気まぐれトーク
森保と週替わりメンバーがサイコロで出たトークテーマに沿って気まぐれにトークを展開していくコーナー。2019年4月4日放送より開始。テーマは12個用意されており、週替わりメンバーのプロフィールにちなんだものやリスナーからのお題の他、固定枠となっている「ダジャレに挑戦」「Dの占い」「ハッシュタグ教えて森保パイセン」がある。
プレゼンリクエスト
毎月第2週に行う企画で、テーマに沿った邦楽・洋楽のリクエストを募集するコーナー。2020年3月12日放送より開始。

### 終了したコーナー
これって、どっち?（火曜）
さまざまな物事について、森保と週替わりメンバーが2択でディベートするコーナー。2014年3月25日放送で終了。
これって、幸せ?（木曜）
リスナーから寄せられた日々起こるささやかな幸せを共有するコーナー。2013年度は月曜コーナーだった。2015年4月2日放送で終了。
週替わりメンバーのウィークエンド一発芸!（木曜）
木曜日のエンディングで、1週分の放送の締めくくりに週替わりメンバーが一発芸を披露するコーナー。2014年2月20日放送より開始、2015年4月2日放送で終了。
今週のイチバン推し
今、一番推したいエンタメを紹介するコーナー。2016年4月7日放送より開始、2017年9月28日放送で終了。
買いたい新書
毎週一冊、お勧めの新書を紹介するコーナー。当番組の前ディレクター・西川が担当していたコーナーのリバイバルで、2017年4月20日放送より開始、2017年9月28日放送で終了。
まどかのだじゃれクラブ
森保と週替わりメンバーがテーマに沿ってひたすらダジャレを楽しむコーナー。

## 放送時間
- 毎週月曜日 - 木曜日20:30 - 20:50（2013年4月1日 - 2015年3月31日）
- 毎週月曜日 - 木曜日20:00 - 20:20（2015年4月1日 - 2016年3月31日）
- 毎週木曜日21:00 - 21:55（2016年4月7日 - 2021年5月27日）

## 総集編
毎週土曜日の朝に「総集編」として、最新オンエア週の前週月曜 - 木曜放送分をまとめたものが放送されていた。なお、YouTubeのFM福岡公式チャンネルおよび、HKT48のオフィシャル・チャンネルからも「総集編」が配信されていた。

### 放送時間
- 毎週土曜6:00 - 6:55 （2013年4月13日 - 2013年10月26日、2015年4月4日 - 2016年3月26日）
- 毎週土曜7:00 - 7:55 （2013年11月2日 - 2015年3月28日）

### 番組休止
- 2013年5月11日 - 「FM福岡インポートスペシャル HKT48 meets 北九州!!」[注 9]放送のため。